# Everything Ends
Everything Ends är en låt skapad av hårdrocksgruppen Slipknot i och återfinns på albumet Iowa. En liveversion finns också på albumet 9.0: Live.
Låten börjar med att de sjunger You are wrong fucked and overrated, I think I'm going to be sick and that's your fault, This is the end of everything, You are the end of everything.